# Iori
Iori (azerski: Qabırlı, cahurski: Къарби, gruzijski: იორი, ruski: Ио́ри, prije Ио́ра) je rijeka u Zakavkazju koja teče kroz Gruziju i Azerbajdžan. Duga je 320 km. Površina porječja iznosi 4650 km2. Prosječni istjek kod Juhari Salahljija koji se nalazi 43 kilometra od ušća iznosi 11,6 m3/s.
Iori izvire na visini od 2617 m na Velikom Borbalu, Velikom Kavkazu u istočnoj Gruziji, sjeverno od Tbilisija i teče na istok prema Azerbajdžanu. Nakon 320 km toka ulijeva se u Mingečaursko jezero. Prije nastanka toga umjetnog jezera Iori se ulijevao u rijeku Alazani.
Dio vode iz rijeke se preko kanala odvodi do Tbiliskog jezera. Na kanalu koji povezuje jezero i rijeku izgrađene su četiri male hidroelektrane.
Riječni režim mješovitog je pluvijalno-nivalnog tipa.

## Vanjske poveznice
|  | Zajednički poslužitelj ima još gradiva o temi Iori |